# Водное поло на летней Универсиаде 1973
Ватерпольный турнир на летней Универсиаде 1973 проходил в Москве (Советский Союз). Соревновались мужские сборные команды. Чемпионом Универсиады во второй раз подряд стала сборная Советского Союза.

## Медальный зачёт
| Место | Страна | Золото | Серебро | Бронза | Всего |
| ----- | ------ | ------ | ------- | ------ | ----- |
| 1     | СССР   | 1      | 0       | 0      | 1     |
| 2     | Куба   | 0      | 1       | 0      | 1     |
| 3     | США    | 0      | 0       | 1      | 1     |

| Чемпион Универсиады по водному поло 1973 |
| ---------------------------------------- |
| СССР Второй титул                        |

## Состав победителя
| Золото |
| СССР: · Юрий Митянин · Николай Мельников · Александр Кабанов · Леонид Тищенко · Сергей Бондаренко · Нугзар Мшвениерадзе · Александр Зеленцов · Эдуард Александров · Владимир Ковель · Владимир Иселидзе · Виталий Романчук · Тренер- Михаил Рыжак |

## Ссылка
- Universiade water polo medalists on HickokSports (англ.)